# 寺内タケシとブルージーンズ
寺内タケシとブルージーンズ（てらうちタケシとブルージーンズ）は、エレキギターをフィーチュアしたインストゥルメンタル・バンドである。その源流は1962年に結成されたロカビリーバンド、エレキバンド（第1期）、1969年に結成されたエレキ・コンボ・バンド（第2期以降）である。略称は「ブルージーンズ」、「TBJ」。いずれもリーダー、バンドマスターは寺内タケシである。代表曲には「太陽に叫ぼう」などがある。

## メンバー
2022年のメンバー。
- 中村真也（ギター）
  - 異名は「寺内タケシになりたかった男」「房総の寺内タケシ」、寺内ファンの父の影響で5歳でギターを始めると10歳で寺内ナンバー全てを完奏、その才能を寺内に見出されてメンバー入りを果たした。現在は「運命」や「津軽じょんがら節」などでリードギターを担当している。
- 南條耕平（ギター）
- 楠本雅祥（ベース）
- 信田和雄（キーボード）
- 松森英雄（ドラム）
- 寺内章（ヴォーカル、パーカッション）

ほか、音響などの裏方スタッフも含めた全員がブルージーンズである。

## 歴史

### 第1期ブルージーンズ
1962年、寺内が居た「ジミー時田とマウンテン・プレイボーイズ」が所属していた東京ハワイアンズが、寺内に新しいバンドを作らせるためにジミー時田が寺内を解雇する形でバンドを辞めさせた。同1962年(昭和37年)、寺内をリーダー、ほりまさゆきをヴォーカルにロカビリー・バンドを結成したのが、「寺内タケシとブルージーンズ」である。
結成時のメンバーは以下の通り。
- 寺内タケシ（ギター）
- 鈴木八郎（ピアノ）
- 冬梅邦光（テナーサックス）
- 堀直昭（ドラム）
- 有馬修（ウッドベース）
- ほりまさゆき（ヴォーカル）

その後、事務所との音楽性の違いや事務所の経営悪化を機に渡辺プロダクションに買収される形で移籍、『シャボン玉ホリデー』『ザ・ヒットパレード』に出演し、1963年1月には日劇ウエスタンカーニバルで大ブレイク。しかしそんな矢先に、雇った振り付け師が指導した過激な演奏がたたりメンバーがステージから転落して重傷を負ったり、冬梅が口に大怪我を負ってサックスが吹けなくなるなど事故が相次いだ（共演したザ・ピーナッツの2人も捻挫をしたという）。寺内はこれらの事故を機に管楽器無しでメンバーを入れ替え、エレキバンド化を決心、フェンダーから6弦ベースを取り寄せ、ヤマハに自ら大学時代に書いた設計図（この設計図を機に寺内はヤマハに誘われたこともあったという）を持ち込んで日本初の電気ピアノを開発させ、自前のPAやエコーマシーンを用い、加瀬邦彦らを迎えて1964年頃にはエレキバンドが完成した。
この頃のメンバーは以下の通りである。
- 寺内タケシ(リード・ギター)
- 加瀬邦彦（2ndリード・ギター）
- 市山正美（リズム・ギター）
- 石橋志郎（ベース）
- 工藤文雄（ドラム）
- 鈴木八郎（キーボード）

エレキバンドとなったブルージーンズは1964年には新宿厚生年金会館で初のコンサートを開く。また1964年には、内田裕也のバックバンドとして演奏し、この録音は内田のライブ・アルバムとして発売されている。1965年1月にベンチャーズとアストロノウツが来日し、日本中にエレキブームが巻き起こった。1月3日から1月14日にかけて公演が行われている。この公演は3部構成となっており、第1部が日本のグループ、第2部がアストロノウツ、第3部がベンチャーズであった。ブルージーンズの出演は第1部で、ベンチャーズとアストロノウツの前座を務めたという事になる。この頃、三根信宏をベースに誘うが断られている。さらにこの年には寺内が「世界三大ギタリスト」に選出されたり、多忙から実現が寺内脱退後までずれ込んでしまったが『エド・サリヴァン・ショー』から出演依頼が来るほどまでになり、スケジュールは完全に飽和状態であった。さらに12月31日の第16回NHK紅白歌合戦には彼らがバック演奏で参加した「遺憾に存じます」を歌った植木等と共に出場した。また、この頃には日本にリヴァプール・サウンドを広めるためイギリスから呼ばれたリヴァプール・ファイブの演奏に接し、可能性をいち早く見出した加瀬が日本初のリバプールサウンド曲「ユア・ベイビー」を作っている。1966年には来日したザ・ビートルズの前座を務めるが、それを待たずに寺内がハードスケジュールがたたり過労で倒れ、療養のために脱退し加瀬が一時的にリーダーとなる（このメンバーで加山雄三の「アルプスの若大将」に出演）。更に加瀬もビートルズを客席から見たいという理由で脱退、飛車角落ちの状態で前座を務めることになってしまった。このときは安達勝が参加して急場を凌いだが、それ以降第1次ブルージーンズは、度重なるメンバーチェンジの末に元ロカビリー歌手の田川譲二をリーダーにしたムード歌謡寄りのGSに転身、1969年に第2次ブルージーンズを結成した寺内に「ブルージーンズ」の名を返上するに至った。

### ブルージーンズ
寺内が脱退後も一応ながら活動を続けていたブルージーンズが、「太陽の彼方に」などの代表曲を持つ歌手・田川譲二をリーダー兼ヴォーカルに迎えて、グループ・サウンズとして再出発を図ったもの。その際には自身の事務所「BJプロ」を設立し、レコード会社と破格の契約を行ったという。1967年11月、日本クラウンより「マミー」（B面「愛して」）でデビュー、デビュー盤は両面とも中村八大が作曲した。1968年5月には、第2弾の「ワン・モァ・プリーズ」（B面「星のデイト」）を発売。また、当時クラウンに所属していた双子デュオ、ザ・キューピッツの「夜霧のわかれ道」（1968年2月発売・「もう一度」のB面）の演奏を（管弦と共に）担当した。これらのレコードを出したあとも、メンバーチェンジを行いながら、しばらく活動を続けたという。
レコードデビュー時のメンバーは以下の通り。
- 田川譲二（リーダー・ボーカル）
- 岡本和雄（ギター）
- 西村ヒロシ（キーボード）
- 朝倉功（ベース）
- 和田いずみ（ギター）
- 星竜二（ドラムス）

### 第2次ブルージーンズ
寺内は療養から復帰後バニーズを結成したが、音楽性の違いから結局脱退。1969年、それまで一大ムーブメントを巻き起こしていたグループ・サウンズが崩壊、多くのバンドが解散、ニューロック・ハードロック化する状況に疑問を抱いた寺内は、エレキの新しい可能性を追求すべく宮間俊之とニューハードなどのビッグバンドと共演した。さらに彼はメンバーを集めて、新生ブルージーンズの結成に踏み切った。第1次ブルージーンズが未だにその名前を使っていたため商標問題に発展するが、「ブルージーンズ=エレキ=寺内タケシ」の三位一体論を支持する世論に押されてブルージーンズの名前を取り戻し、ブルージーンズ復活が実現した。この時期の代表曲には「太陽に叫ぼう」がある。
第2次ブルージーンズのメンバーは以下の通り。
- 寺内タケシ（ギター）
- ルイ高橋（ボーカル、パーカッション）
- 相田幹夫（ギター）
- 石橋志郎（ベース）
- ジョー水木（ドラムス）
- 志村幸夫（ギター、1970年より参加）
- 山根裕（キーボード、1970年より参加）

### 第3次ブルージーンズ
1970年になると音楽シーンはフォークソング、ニューミュージック、ムード歌謡が主流となり、数多くあったエレキバンドもブルージーンズ以外はほとんど解散していた。そんな中孤軍奮闘していた寺内を慕いグループサウンズ時代を担った若者達が集まってきた。そして寺内は1970年10月1日にブルージーンズのメンバーを一新、第3次に突入した。その後もメンバーの入れ替えを繰り返し、寺内以外のメンバーの平均年齢を若く保ちながら現在に至っている。
1970年新結成時のメンバー
- 寺内タケシ（バンドマスター、ギター）
- 石井イワオ（ギター、元フォー・ナイン・エース）
- 石井薫（ギター）
- 新庄ハジメ（ベース、元ハイソサエティー）
- 桐生和史（キーボード）
- 山本進一（ドラムス、元東京ベンチャーズ）
- 深沢ジョー（ボーカル）

1976年のメンバー
- 寺内タケシ（ギター）
- 宮川修悟（ギター）
- 石井薫（ギター）
- 大森和夫（ギター）
- 新庄ハジメ（ベース）
- 桐生和史（キーボード）
- 諏佐周二（ドラムス）
- 井上正（ドラムス、ボーカル）

1981年のメンバー
- 寺内タケシ（ギター）
- 大森和夫（ギター）
- 石井薫（ギター）
- 宇都木裕（ギター）
- 楠本雅祥（ベース）
- 桐生和史（キーボード）
- 諏佐周二（ドラムス）
- 石田新太郎（ペダルスチールギター）

## エピソード
第3次ブルージーンズでは代表曲のひとつ「津軽じょんがら節」のアレンジを一新した。新しいバージョンでは曲中盤で寺内とベーシストが接近して演奏、そこからベースソロに入るアレンジが注目された。また、この曲以外にも随所で各メンバーのソロを組み込み、メンバー全員にスポットライトが当たる工夫がされている。
1976年、ソ連に住んでいて、寺内の大ファンだという白血病に苦しんでいる8歳の少女に生演奏を聴かせるために、ブルージーンズの「ソ連ツアー」を決意した。ブレジネフ書記長に直訴の手紙を送ったこともあった。最初はソ連大使館から許可が下りなかったがソ連国立コンサート委員会が彼の演奏に惚れ込みツアーが実現、3千万円の赤字と寺内企画の倒産を覚悟で8月、ソ連ツアーを決行した。この最中、9月にベレンコ中尉亡命事件が起こったため、日ソ関係が悪化。ソ連ツアーの実現が危ぶまれた。寺内はマスコミのインタビューにも固く口を閉ざしていたが、ライブは実現。ソ連・エレバン・スタジアムでのコンサートで「私達は、一人の白血病の少女を見舞うため、ここにやって来た。私達は、日本人の代表として、友好を求めるためにやって来た。私達は、みんなを信じ平和を信じます」と語り、高々とVサインを掲げた。すると1万8千人の大観衆だけでなく、警備の軍隊、マスコミも総立ちになってVサインを掲げた。52日間に及んだこのツアーで観客42万人を動員、大成功に終わった。後に1981年（45日間、観客130万人）、1984年（43日間、観客57万人）にもソ連ツアーを行っている。この功績が認められ1981年12月22日には日本国際連合協会から感謝状と国連平和賞、84年には文化功労賞と音楽功労賞をそれぞれ授与された。なお、この年にはブラジル、アルゼンチンでもツアーを行っている。
2005年に国会議事堂でのコンサートを実現、翌2006年には厚生労働省推薦の児童福祉文化財に認定された。

## 代表曲
オリジナル曲
- ユア・ベイビー（リバプールサウンド時代到来を予期して加瀬邦彦が作曲したボーカル曲、後に加瀬がザ・ワイルドワンズでカバー）
- 太陽に叫ぼう
- 真っ赤は危険
- ブルー・ジーンNo.1（加瀬邦彦作曲のオリジナル）
- テリーのテーマ
- 涙のギター
- 空飛ぶギター
- フィードバックギター
- 羅生門
- 青い渚をぶっとばせ
- 青春へのメッセージ（ヴォーカル曲、コンサートのエンディングを飾る一曲）

クラシックのカバー
- 運命（ベートーベン「交響曲第5番」）
- 未完成（シューベルト「交響曲第7番」）
- 熊蜂の飛行（リムスキー＝コルサコフ）
- ハンガリア舞曲（ブラームス）
- ペルシャの市場にて（アルバート・ケテルビー）
- 剣の舞（アラム・ハチャトゥリアン）
- ツィゴイネルワイゼン（サラサーテ）

日本民謡のカバー
- 津軽じょんがら節（青森県）
- ノーエ節（神奈川県）
- おけさ節（新潟県）
- 斉太郎節（宮城県）
- ソーラン節（北海道）

その他
- キャラバン
- パイプライン
- ダイヤモンド・ヘッド
- エル・クンバン・チェロ
- 慕情
- シバの女王
- イン・ザ・ムード
- 元禄花見踊
- 栄光の架橋（ゆずのカバーで、岩澤がボーカルを担当する）
- 白鳥のまごころ（1970年代のソ連のヒット曲。エヴゲーニイ・マルトィーノフ作曲。マルトィーノフ自身やソフィーヤ・ロタールにも歌われている。1970年代中頃のモスクワ放送では連日のように流され、同局から、日本でも寺内タケシとブルージーンズによって演奏されていると紹介されていた）
- タイガーマスクのテーマ（2代目タイガーマスクの入場テーマ曲。

## バニーズの代表曲
- 太陽の花
- 悪魔のベビー
- 太陽野郎
- 愛のリメンバー
- 東京のサンセット
- レッツゴーシェイク
- たそがれ